# Elytraria
Elytraria, biljni rod u porodici primogovki smješten u potporodicu Nelsonioideae. Sastoji se od 22 vrste, raširene uglavnom po Americi i Africi .. Tipična vrsta je Elytraria virgata Michx., sinonim za Elytraria caroliniensis, sjevernoamerička trajnica iz Floride, Georgije i Južne Karoline

## Opis
Rod je opisan u Fl. Bor.-Amer.,  1: 8–9, pl. 1. 1803.. Niske biljke s listovima na bazalnoj rozeti, bez stabljike. Cvat krajnji uski klas na cvjetnoj drški koja nosi naizmjenične jajolike brakteje od baze do vrha; brakteje s opnastim rubom, obrubljene vunastim dlakama. Čaška blago zigomorfna, 5-režnjevita. Vjenčić s 2 usne. Plodnih prašnika 2 s 2-tekim prašnicima. Čahura malo kljunasta; sjeme se ne nosi na retinakuli (retinacula, kuke koje nose sjeme). 

## Vrste
1. Elytraria acaulis (L.f.) Lindau
2. Elytraria bissei H.Dietr.
3. Elytraria bromoides Oerst.
4. Elytraria caroliniensis (J.F.Gmel.) Pers.
5. Elytraria cubana Alain
6. Elytraria filicaulis Borhidi & O.Muñiz
7. Elytraria imbricata (Vahl) Pers.
8. Elytraria ivorensis Dokosi
9. Elytraria klugii Leonard
10. Elytraria macrophylla Leonard
11. Elytraria madagascariensis (Benoist) E.Hossain
12. Elytraria marginata Vahl
13. Elytraria maritima J.K.Morton
14. Elytraria mexicana Fryxell & S.D.Koch
15. Elytraria minor Dokosi
16. Elytraria nodosa E.Hossain
17. Elytraria planifolia Leonard
18. Elytraria prolifera Leonard
19. Elytraria serpens Greuter & R.Rankin
20. Elytraria shaferi (P.Wilson) Leonard
21. Elytraria spathulifolia Borhidi & O.Muñiz
22. Elytraria tuberosa Leonard